# Núria Castelló i Marrugat
Núria Castelló i Marrugat (Gavà, 26 d'abril de 1971) és una nedadora catalana, ja retirada.
Formada al Club Natació Gavà, posteriorment va formar part del Club Natació Barcelona, el Club Esportiu Mediterrani i el Club Nataió Sabadell. Va guanyar trenta-vuit campionats de Catalunya entre 1989 i 1997 en diferents disciplines, essent la gran dominadora en 100 m esquena, 800 m lliure i 200 i 400 m estils. També va ser campiona d'Espanya en onze ocasions en les proves de 400 i 800 m lliure, 100 i 200 m esquena i 400 m estils. A nivell internacional, va competir als Campionats d'Europa de 1989 i 1991, i als Campionats del Món de 1991 i 1994, així com participà en els Jocs Olímpics de Barcelona 1992 representant la selecció espanyola. L'any 1990 la Federació Espanyola de Natació li atorgà la medalla d'or de serveis distingits.

## Palmarès
- 17 campionats de Catalunya de natació[2]

- 2 en 400 m lliure: 1991, 1993
- 2 en 800 m lliure: 1989, 1990
- 2 en 50 m esquena: 1993, 1997
- 3 en 100 m esquena: 1989, 1993, 1997
- 2 en 200 m papallona: 1990, 1993
- 1 en 200 m esquena: 1997
- 2 en 200 m estils: 1987, 1989
- 3 en 400 m estils: 1987, 1989, 1990

- 16 campionats de Catalunya d'hivern de natació[3]

- 2 en 400 m lliure: 1988, 1989
- 5 en 800 m lliure: 1988, 1989, 1990, 1991, 1993
- 1 en 50 m esquena: 1993
- 5 en 100 m esquena: 1988, 1989, 1990, 1993, 1994
- 2 en 200 m esquena: 1991, 1994
- 2 en 200 m estils: 1988, 1989
- 4 en 400 m estils: 1988, 1989, 1990, 1996

Campionat d'Espanya
- 1 Campionat d'Espanya d'estiu en 400 m lliure: 1991
- 2 Campionat d'Espanya d'estiu en 800 m lliure: 1990, 1991
- 2 Campionat d'Espanya d'estiu en 100 m esquena: 1989, 1990
- 1 Campionat d'Espanya d'estiu en 200 m esquena: 1993
- 1 Campionat d'Espanya d'estiu en 400 m estils: 1990
- 3 Campionat d'Espanya d'hivern en 800 m lliure: 1989, 1990, 1992
- 1 Campionat d'Espanya d'hivern en 50 m esquena: 1993
- 6 Campionat d'Espanya d'hivern en 100 m esquena: 1989, 1990, 1991, 1992, 1993, 1994
- 3 Campionat d'Espanya d'hivern en 200 m esquena: 1991, 1992, 1994
- 1 Campionat d'Espanya d'hivern en 400 m estils: 1990